# Provincia de Treviso
Treviso (en italiano: provincia di Treviso) es una provincia en la región del Véneto, en Italia. Coincide con la antigua Marca Trevigiana; limita al norte con la provincia de Belluno; al este con el Friul-Venecia Julia (provincia de Pordenone); al sur con la provincia de Venecia y la provincia de Padua; y al oeste con la provincia de Vicenza.
Tiene una superficie de 2382 km y una población de 703 625 habitantes. La provincia está formada por 95 comuni (municipios).